# Schelhammera
Die Pflanzengattung Schelhammera gehört zur Familie der Zeitlosengewächse (Colchicaceae). Die nur zwei Arten sind im östlichen Australien und Neuguinea verbreitet.

## Beschreibung

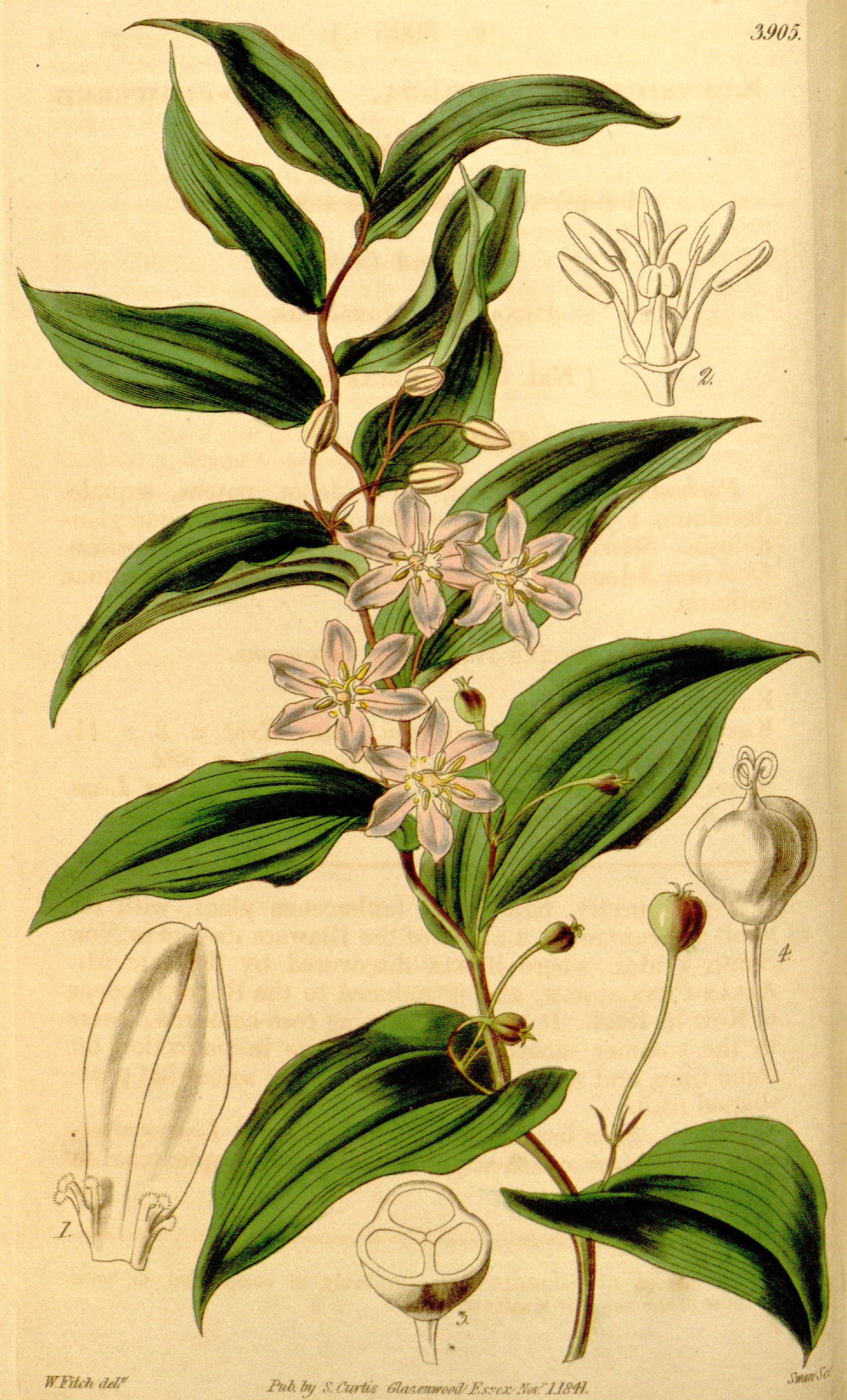
Illustration von Schelhammera multiflora

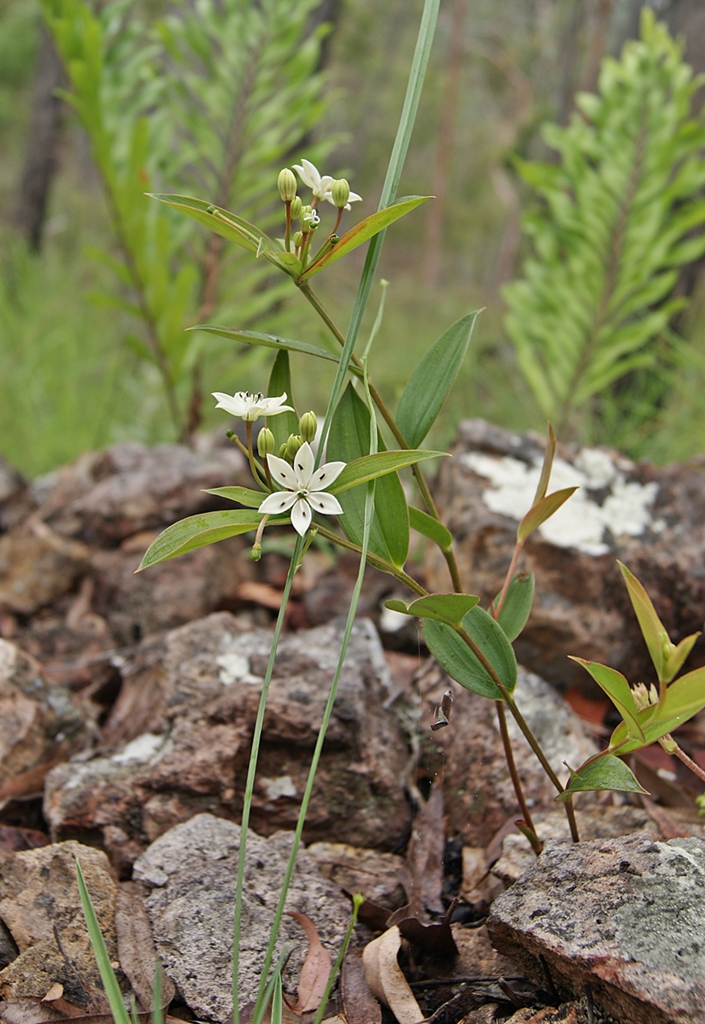
Schelhammera multiflora

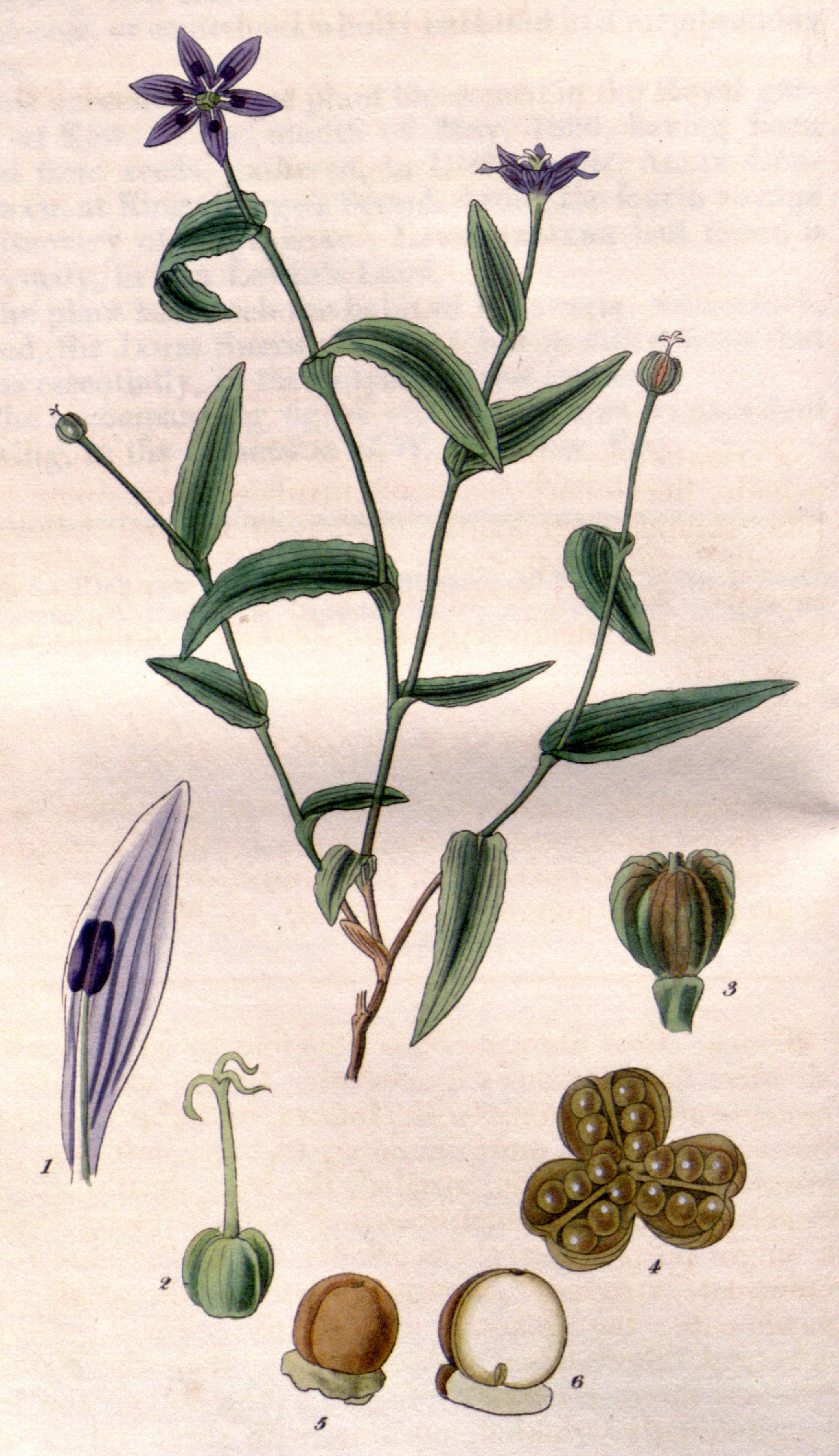
Illustration von Schelhammera undulata

### Erscheinungsbild und Blätter
Schelhammera-Arten wachsen als ausdauernde krautige Pflanzen. Diese Geophyten bilden als Speicherorgane unterirdische, dünne Rhizome, die mit schuppenartigen Nebenblättern bedeckt sind. Die Wurzeln sind faserig und können knollig sein. Die niederliegenden oder aufrechten, verzweigten Stängel sind beblättert.
Die wechselständig und zweizeilig am Stängel angeordneten Laubblätter sind sitzend. Die Blattspreite ist einfach. Es liegt Parallelnervigkeit vor, mit vielen Blattadern, von denen die meisten zusammenlaufen und nur einige frei endet.

### Blütenstände und Blüten
Die Blüten stehen einzeln in den Achseln der oberen Blätter oder in endständigen, doldenähnlichen, zymösen Blütenständen. Tragblätter und Deckblätter fehlen. Es sind Blütenstiele vorhanden.
Die zwittrigen Blüten sind radiärsymmetrisch und dreizählig. Die sechs gleichgestaltigen Blütenhüllblätter sind frei, verkehrt-eiförmig-rhombisch und an ihrer Basis gegliedert. Die Farbe der Blütenhüllblätter ist je nach Art weiß bis rosafarben. Nahe der Basis der Blütenhüllblätter sind Nektarien vorhanden. Es sind zwei Kreise mit je drei fertilen Staubblättern vorhanden. Die untereinander freien Staubfäden sind an ihrer Basis verbreitert. Die dorsifixen Staubbeutel sind nach außen gebogen und öffnen sich mit Schlitzen. Drei Fruchtblätter sind zu einem oberständigen, dreikammerigen Fruchtknoten verwachsen. In jeder Fruchtknotenkammer sind die Samenanlagen in zwei Reihen angeordnet. Der Griffel spaltet sich in drei Griffeläste mit Narbengewebe auf.

### Früchte und Samen
Die loculizidalen, mehr oder weniger fleischigen Kapselfrüchte enthalten wenige bis viele Samen. Die Samen sind braun oder gelb.

## Systematik und Verbreitung
Die zwei Schelhammera-Arten kommen im östlichen Australien und Neuguinea vor.
Die Gattung Schelhammera wurde 1810 durch Robert Brown in Prodromus Florae Novae Hollandiae, S. 273–274 aufgestellt. Typusart ist Schelhammera undulata R.Br. Der Gattungsname Schelhammera ehrt den deutschen Mediziner und Professor in Jena Günther Christoph Schelhammer (1649–1716). Synonyme für Schelhammera R.Br. sind Kreysigia Rchb., Kreisigia F.Muell. orth. var., Parduyna Salisb. nom. inval. Schelhammera R.Br. nom. cons. ist konserviert nach den ICN-Regeln (Vienna ICBN Art. 14 & App. III) gegenüber dem früher veröffentlichten Parahomonym Schelhameria Heist. ex Fabr. nom. rej. (Vienna ICBN Art. 53.3).
Die Gattung Schelhammera gehört zur Tribus Tripladenieae Vinn. & J.C.Manning innerhalb der Familie Colchicaceae DC.; sie wurde früher in die Familien Convallariaceae, Liliaceae und Uvulariaceae eingeordnet.
Es gibt nur zwei Schelhammera-Arten:
- Schelhammera multiflora R.Br. (Syn.: Kreysigia multiflora (R.Br.) Rchb., Parduyna multiflora (R.Br.) Dandy): Sie gedeiht in Wäldern und an Waldrändern in Höhenlagen zwischen 0 und 1000 Meter in Australien auf der Kap-York-Halbinsel sowie im nordöstlichen Queensland und in Neuguinea.[9]
- Schelhammera undulata R.Br. (Syn.: Parduyna undulata (R.Br.) Dandy): Sie kommt sporadisch an feuchten Standorten in offenen Wäldern nur im südöstlichen New South Wales und östlichen Victoria vor.[1]

Nicht mehr zur Gattung werden gerechnet:
- Schelhammera pedunculata F.Muell.   => Kuntheria pedunculata (F.Muell.) Conran & Clifford[1]

## Nutzung
Über eine Nutzung ist nichts bekannt.